# Jordens Folk
Jordens Folk er et populærvidenskabeligt etnografisk tidsskrift, der er udgivet af Dansk Etnografisk Forening siden 1965. Det er et af de eneste Skandinaviske antropologiske og etnografiske tidsskrifter, hvor fagfolk formidler viden om verdens mangfoldighed af folkeslag og kulturer. Jordens Folk formidler ikke blot informationer om andre kulturer, men også om de andre kulturers opfattelse af, hvordan verden ser ud fra deres synspunkt.
I 2015 blev tidsskriftet digitalt tilgængeligt.
Det er nu tilgængeligt fra tidsskrift.dk-platformen.
Nogle ældre udgaver er blevet indskannet.